# Giesecke & Devrient
Giesecke+Devrient GmbH is een Duitse drukkerij van bankbiljetten, postzegels, paspoorten en visa, waardepapieren, cheques, chipkaarten en technologie voor echtheidskenmerken en het voorkomen van vervalsing. Het bedrijf is opgericht in 1852 en is uitgegroeid tot een wereldwijde groep met een vijftigtal dochterbedrijven en joint ventures. De hoofdzetel is gevestigd in München.

## Geschiedenis
Het bedrijf werd in 1852 opgericht door Hermann Giesecke en Alphonse Devrient in Leipzig. Ze specialiseerden zich in kwalitatief hoogstaand drukwerk, vooral bankbiljetten en aandelen. In 1936 drukte G&D de tickets voor de Olympische Spelen in Berlijn.
Na de Tweede Wereldoorlog bouwde Siegfried Otto het bedrijf terug op in München. De installaties in Leipzig (DDR) werden genationaliseerd als de VEB Deutsche Wertpapierdruckerei. In 1958 kon Giesecke & Devrient de helft van de Duitse bankbiljetten drukken; de andere helft werd bij het staatsbedrijf Bundesdruckerei gedrukt. In 1968 was G&D betrokken bij de ontwikkeling van de Eurocheques en de Eurochequekaart. In datzelfde jaar vroeg het bedrijf een eerste octrooi aan in verband met chipkaarten. G&D produceerde de eerste chipkaarten voor de Deutsche Bundespost in 1981.
Na de Duitse hereniging in 1990 nam G&D het vroegere bedrijf in Leipzig weer over. Vanaf 1999 drukt G&D voor de Europese Centrale Bank de nieuwe eurobankbiljetten; het is qua volume de grootste van alle drukkerijen van eurobiljetten. De drukkeridentificatiecode van G&D op de eerste serie eurobiljetten is P; op de Europaserie (vanaf 2013) W (voor het bedrijf in Leipzig) of X (voor het bedrijf in München).
G&D drukt ook biljetten voor andere landen. Mobutu Sese Seko liet er zaïrebiljetten drukken. G&D produceert ook speciaal papier voor bankbiljetten en waardepapieren.
G&D heeft zich in recente jaren verder gediversifieerd op de markt van elektronische identiteitskaarten, betaalkaarten, simkaarten, legitimatiebewijzen met biometrische gegevens en dergelijke. 

## Concurrenten
Op het gebied van bankbiljettendruk is De La Rue uit Londen op wereldvlak de grootste concurrent van Giesecke & Devrient. In Duitsland is er de Bundesdruckerei. Op de markt van chipkaarten komt de concurrentie van Morpho (een onderdeel van Safran) en Gemalto uit Nederland.